# Phong Syria
Phong Syria, tên khoa học Acer obtusifolium, là một loài thực vật có hoa trong họ Bồ hòn. Loài này được James Edward Smith miêu tả khoa học đầu tiên năm 1824.